# شاندور رونائی
شاندور رونائی (مجاری: Rónai Sándor; ۶ اکتبر ۱۸۹۲ – ۲۸ سپتامبر ۱۹۶۵) سیاستمدار اهل مجارستان بود. وی از ۸ مه ۱۹۵۰ تا ۱۴ اوت ۱۹۵۲ رئیس شورای ریاست جمهوری خلق مجارستان بود.
رونائی در ۲۸ سپتامبر ۱۹۶۵، در سن ۷۲ سالگی در بوداپست درگذشت.